# Atari 5200
Atari 5200 SuperSystem (також Atari 5200) — домашня гральна консоль, випущена у 1982 році компанією Atari Inc. як система більш високого класу та наступниця популярної Atari 2600. 5200 була створена, як конкурент Intellivision, але вона мусила конкурувати з ColecoVision незабаром після її провалу.
Atari 5200 мала практично ідентичні апаратні можливості з 8-бітними комп'ютерами Atari, хоча не зберегла сумісності програмного забезпечення з ними. Контролери 5200 мають аналоговий джойстик і цифрову клавіатуру, а також чотири кнопки вогню і кнопки Start / Pause / Reset.